# Middelfart
Middelfart é um município da Dinamarca, localizado na região central, no condado de Fiónia.
O município tem uma área de 72 km² e uma  população de 20 186 habitantes, segundo o censo de 2003.